# Distrikt Chorrillos
Der Distrikt Chorrillos ist einer der 43 Stadtbezirke der Region Lima Metropolitana in Peru. Er hat eine Fläche von 38,94 km². Beim Zensus 2017 wurden 314.241 Einwohner gezählt. Im Jahr 1993 lag die Einwohnerzahl bei 217.000, im Jahr 2007 bei 286.977. Der Distrikt wurde am 2. Januar 1857 gegründet. Die Distriktverwaltung liegt auf einer Höhe von 37 m. An der Pazifikküste im Südosten des Distrikts befindet sich das Schutzgebiet Refugio de Vida Silvestre Los Pantanos de Villa.

## Geographische Lage
Der Distrikt Chorrillos liegt an der Pazifikküste 16 km südsüdöstlich vom Stadtzentrum von Lima. Der Distrikt besitzt eine etwa 12,5 km lange Küstenlinie. Er grenzt im Norden an die Distrikte Barranco und Santiago de Surco sowie im Osten an die Distrikte San Juan de Miraflores und Villa El Salvador.

## Politik
Der Gemeinderat von Chorrillos besteht aus 14 Sitzen, von denen ein Sitz vom Bürgermeister besetzt ist. Bei den Kommunalwahlen 2022 wurde Fernando Velasco Huamán von der konservativen Partei Alianza para el Progreso für die Wahlperiode 2023–2026 zum Bürgermeister gewählt. Für dieselbe Wahlperiode besetzen die Parteien Alianza para el Progreso, Podemos Perú, Somos Perú und Renovación Popular den Gemeinderat in folgender Verteilung:
Insgesamt 14 Sitze 
- Alianza para el Progreso: 9
- Podemos Perú: 2
- Somos Perú: 2
- Renovación Popular: 1

## Verkehr
Die Nationalstraße PE-1S verläuft entlang der östlichen Grenze des Distrikts zum Distrikt Villa El Salvador. Die PE-1S bildet zusammen mit der Nationalstraße PE-1N die Nord-Süd-Achse durch den Küstenteil des Landes und ist gleichzeitig Teil der Panamericana.

## Persönlichkeiten
- Edgardo Seoane Corrales (1903–1978), Politiker und Diplomat